# Tabuarorae Village
Tabuarorae Village är en ort i Kiribati.   Den ligger i örådet Onotoa och ögruppen Gilbertöarna, i den sydöstra delen av landet, 500 km sydost om huvudstaden Tarawa. Tabuarorae Village ligger 10 meter över havet och antalet invånare är 246.
Terrängen runt Tabuarorae Village är mycket platt.  Närmaste större samhälle är Temao Village, 12,4 km norr om Tabuarorae Village. 